# Centralni moment
Centralni moment k-tega reda realne slučajne spremenljivke X za srednjo vrednost je v teoriji verjetnosti in statistiki moment, ki je enak 

{\displaystyle \mu _{k}=E\left[(X-E[X])^{k}\right]}
kjer je 
- E operator pričakovane vrednosti slučajne spremenljivke.

Pri slučajnih spremenljivkah, ki nimajo določene srednje vrednosti, centralni moment ni določljiv. Za zvezne univariantne verjetnostne porazdelitve s funkcijo gostote verjetnosti f(x), je moment za srednjo vrednost enak
{\displaystyle \mu _{k}=E\left[(X-E[X])^{k}\right]=\int _{-\infty }^{+\infty }(x-\mu )^{k}f(x)\,dx.}
Za slučajne spremenljivke, ki nimajo srednje vrednosti (primer Caushyjeva porazdelitev), centralnega momenta ni možno določiti. 
Za diskretno spremenljivko je odgovarjajoči obrazec enak 
{\displaystyle \mu _{k}=\sum _{i=0}^{m}(x_{i}-\mu _{k})^{k}p_{x}(x_{i})}
kjer je 
- {\displaystyle \mu \!} pričakovana vrednost (srednja vrednost)
- {\displaystyle f(x)\!} verjetnostna porazdelitev.

Nekaj prvih centralnih momentov je tudi razumljivih in splošno uporabljanih
- ničelni (reda nič) centralni moment (µ0) je 1
- prvi centralni moment (µ1) je 0
- drugi centralni moment (µ2) se imenuje varianca, ki se označuje z σ2, kjer je σ standardni odklon
- tretji centralni moment (µ3) se uporablja za definicijo standardiziranih momentov, ki se uporabljajo za definicijo koeficienta simetrije
- četrti centralni moment (µ4) se uporablja za definicijo sploščenosti.

## Lastnosti
- n-ti centralni moment je invarianta za premik (translacijo)

{\displaystyle \mu _{n}(X+c)=\mu _{n}(X).\,}
- Za vse n je centralni moment homogen stopnje n

{\displaystyle \mu _{n}(cX)=c^{n}\mu _{n}(X).\,}
- za vse n  ≤ 3

{\displaystyle \mu _{n}(X+Y)=\mu _{n}(X)+\mu _{n}(Y)\ \mathrm {za} \ n\leq 3.\,}

## Moment glede na izhodišče
Včasih je bolj ugodno, da določamo moment glede na izhodišče in ne glede na srednjo vrednost. Splošna formula za pretvorbo n-tega momenta glede na izhodišče v moment glede na srednjo vrednost je
{\displaystyle \mu _{n}=\sum _{j=0}^{n}{n \choose j}(-1)^{n-j}\mu '_{j}\mu ^{n-j},}
kjer je
- μ srednja vrednost porazdelitve

Moment glede na izhodišče pa je podan z
{\displaystyle \mu '_{j}=\int _{-\infty }^{+\infty }x^{j}f(x)\,dx.}
Za primere, ko je n = 2, 3, 4 , ki so najbolj zanimivi, ker so povezani z varianco, koeficientom simetrije in sploščenostjo dobimo:
{\displaystyle \mu _{2}=\mu '_{2}-\mu ^{2}\,}
{\displaystyle \mu _{3}=\mu '_{3}-3\mu \mu '_{2}+2\mu ^{3}\,}
{\displaystyle \mu _{4}=\mu '_{4}-4\mu \mu '_{3}+6\mu ^{2}\mu '_{2}-3\mu ^{4}.\,}.